# David Ackroyd
David Ackroyd est un acteur américain né le 30 mai 1940 à Orange, dans le New Jersey, aux États-Unis.

## Filmographie

### Télévision
- 1971 : Men of Crisis: The Harvey Wallinger Story)
- 1954 : The Secret Storm (en) (série télévisée) : Kevin Kincaid #2 (1971-1974)
- 1964 : Another World (série télévisée) : Dr David 'Dave' Gilchrist (1974-1977)
- 1977 : Exo-Man (it) : Nicholas Conrad
- 1978 : The Dark Secret of Harvest Home (en) (série télévisée) : Nick Constantine
- 1978 : Dallas (série télévisée) : Gary Ewing
- 1978 : Tom and Joann : Gabe
- 1978 : The Word (série télévisée) : Tom Carey
- 1978 : And I Alone Survived : Jay Fuller
- 1979 : Women in White : Dr Mike Rayburn
- 1979 : Les Quatre Filles du docteur March (Little Women) (série télévisée) : Prof. Freidrich Bhaer
- 1979 : Mind Over Murder: Ben Kushing
- 1981 : L'Éternel soupçon (A Gun in the House'') : Joe Cates
- 1983 : Cocaïne (en) (Cocaine: One Man's Seduction) : Bruce Neumann
- 1983 : Deadly Lessons : John Ferrar
- 1983 : When Your Lover Leaves : Joe Waterson
- 1984 : The Sky's No Limit : Col. Charlie King
- 1983 : AfterMASH (série télévisée) : Dr Boyer (1984)
- 1985 : Picking Up the Pieces : Dr Eric Harding
- 1985 : MacGyver (série télévisée) : Trumbo (saison 1, épisode 6)
- 1986 : Les Enfants de la nuit (The Children of Times Square) : Peter Roberts
- 1986 : Stark: Meurtres à Las Vegas (Stark: Mirror Image) : Kenneth Clayton
- 1986 : Le Cheval de feu (Wildfire) (série télévisée) : John / Prince Corran of Dar-Shan (voix)
- 1986 : Noël dans la montagne magique (A Smoky Mountain Christmas) : Video Director
- 1986 : L'Agence tous risques : Major Laskov
- 1986 : Arabesque : le Procureur Tom Casselli
- 1987 : Tales from the Hollywood Hills: Natica Jackson : Reginald Broderick
- 1987 : Nutcracker: Money, Madness & Murder (série télévisée) : Jones
- 1987 : Barbara Hutton, destin d'une milliardaire (en) (Poor Little Rich Girl: The Barbara Hutton Story) : Graham Mattison
- 1988 : MacGyver : M. Knapp (saison 3, épisode 15)
- 1988 : Windmills of the Gods : Dr Ashley
- 1989 : Studio 5-B (série télévisée) : J.J. McMillan
- 1989 : A Peaceable, Kingdom (en) (série télévisée) : Dr Bart Langley
- 1991 : Hell Hath No Fury : Stanley
- 1991 : Stop at Nothing : Agent Conroy
- 1991 : History's Mysteries: Drake's Secret Voyage : le narrateur
- 1992 : Breaking the Silence : Dr Berringer
- 1992 : The Fear Inside : Brandon Cole
- 1993 : La Garce (Love, Cheat & Steal) : Tom Kerry
- 1994 : Against the Wall : William Kuntsler
- 1997 : Raven : Bill Gilley

### Cinéma
- 1980 : La Fureur sauvage (The Mountain Men) : Medicine Wolf
- 1982 : The Sound of Murder : Peter Marriott
- 1986 : The Nativity (voix)
- 1988 : Drôles de confidences de Henry Winkler : 1st Assistant-réalisateur
- 1990 : Wrestling with God : Robert Owen
- 1990 : Dark Angel : Switzer
- 1993 : Engrenage mortel (Dead On) : Dexter Davenport
- 1997 : No Strings Attached : Dr Singer
- 2000 : Prison Life : Father Mathew